# Maria Müller
Maria Müller (Terezín, 29 gennaio 1898 – Bayreuth, 15 marzo 1958) è stata un soprano austriaco.
Soprano drammatico ceco–austriaco, studiò a Vienna con Erik Schmedes. Debuttò a Linz nel 1919 nel Lohengrin, cantò nel Deutsches Theater di Praga tra il 1921 e il 1923 e a Monaco di Baviera nel 1923-1924.
Il 21 gennaio 1925 fece il suo debutto alla Metropolitan Opera di New York. Il giorno dopo Olin Downes scrisse sul NY Times: "il giovane soprano ceco è stato accolto calorosamente. Possiede una voce fresca, giovanile, un po' piccola per il ruolo, ma molta grazia e sincerità come attrice. Non capita spesso una figura sì umana di Sieglinde, tenera e tanto piacevole da guardare".
Lo stesso anno cantò Donna Elvira in Don Giovanni. Nel periodo tra il 1925 e il 1935 partecipò a ben 196 spettacoli. Era anche prima protagonista di alcune prime opere americane: Madonna Imperia di Franco Alfano (8 febbraio 1928), Fra Gherardo di Ildebrando Pizzetti (29 marzo 1929), Švanda dudák del compositore ceco-americano Jaromír Weinberger (7 novembre 1931) e Simon Boccanegra (29 gennaio 1932).
Nel periodo 1930-1939 cantò regolarmente al Festival di Bayreuth. Tra le interpretazioni più importanti quelle di Eva (Die Meistersinger von Nürnberg, 1933), Sieglinde (Die Walküre) ed Elsa (Lohengrin) nel 1936. L'Herald Tribune scrisse nel 1936: "La voce della Müller suonava più fresca e più bella che al Metropolitan".
A Salisburgo apparve nell'Eurydice (1931), fu Rezia nell'Oberon (1933) e Donna Elvira (1934). Al Covent Garden fu Eva nel 1934 e Sieglinde nel 1937. Il suo ampio repertorio includeva Die ägyptische Helena di Strauss, Jenůfa di Janáček, Iphigénie en Tauride di Gluck, Ero s onoga svijeta di Jakov Gotovac, Tosca di Puccini e Faust di Gounod. La Müller possedeva una voce calda e vibrante e cantava con una rara purità di tono.
Dopo la seconda guerra mondiale si ritirò a vivere a Bayreuth.

## Repertorio
- Christoph Willibald Gluck
  - Orfeo ed Euridice (Euridice)
  - Ifigenia in Tauride (Ifigenia)
- Jakov Gotovac
  - Ero s onoga svijeta (Djula)
- Charles Gounod
  - Faust (Margherita)
- Leoš Janáček
  - Jenůfa (Jenůfa)
- Italo Montemezzi
  - Giovanni Gallurese (Maria)
- Wolfgang Amadeus Mozart
  - Don Giovanni (Donna Elvira)
  - Il flauto magico (Pamina)
- Modest Petrovič Musorgskij
  - La fiera di Soročincy (Parasya)
- Ildebrando Pizzetti
  - Fra Gherardo (Mariola)
- Giacomo Puccini
  - La bohème (Mimì)
  - Tosca (Floria Tosca)
  - Madama Butterfly (Cio-Cio-San)
- Bedřich Smetana
  - La sposa venduta (Mařenka)
- Richard Strauss
  - Il cavaliere della rosa (Ottaviano)
  - Elena egizia (Elena)
- Giuseppe Verdi
  - Simon Boccanegra (Amelia Grimaldi)
  - Aida (Aida)
- Richard Wagner
  - L'olandese volante (Senta)
  - Tannhäuser (Elisabeth)
  - Lohengrin (Elsa di Brabante)
  - L'oro del Reno (Freia)
  - La Valchiria (Sieglinde)
  - I maestri cantori di Norimberga (Eva)
  - Il crepuscolo degli dei (Gutrune)
- Carl Maria von Weber
  - Il franco cacciatore (Agata)
  - Oberon (Rezia)
- Jaromír Weinberger
  - Švanda dudák (Dorota)

## Registrazioni
- Tannhäuser, 1930[3].
- Die Meistersinger von Nürnberg[4]
- Lohengrin[5]
- Die Walküre[6]
- Der Freischütz[7]